# Пала д’Оро
Пала д’Оро (итал. Pala d'Oro — «золотой алтарь») — алтарный образ в базилике Святого Марка (Венеция). Латинское слово «рala» означает «плоскость, лопатка», поскольку это произведение представляет собой не алтарь в обычном смысле, а только его переднюю стенку — антепендиум. Однако по расположению за престолом он представляет собой типичное ретабло (запрестольную композицию). Миниатюры «алтаря» (их около 250) выполнены в технике перегородчатой эмали византийскими мастерами в X—XII веках.

## История алтаря

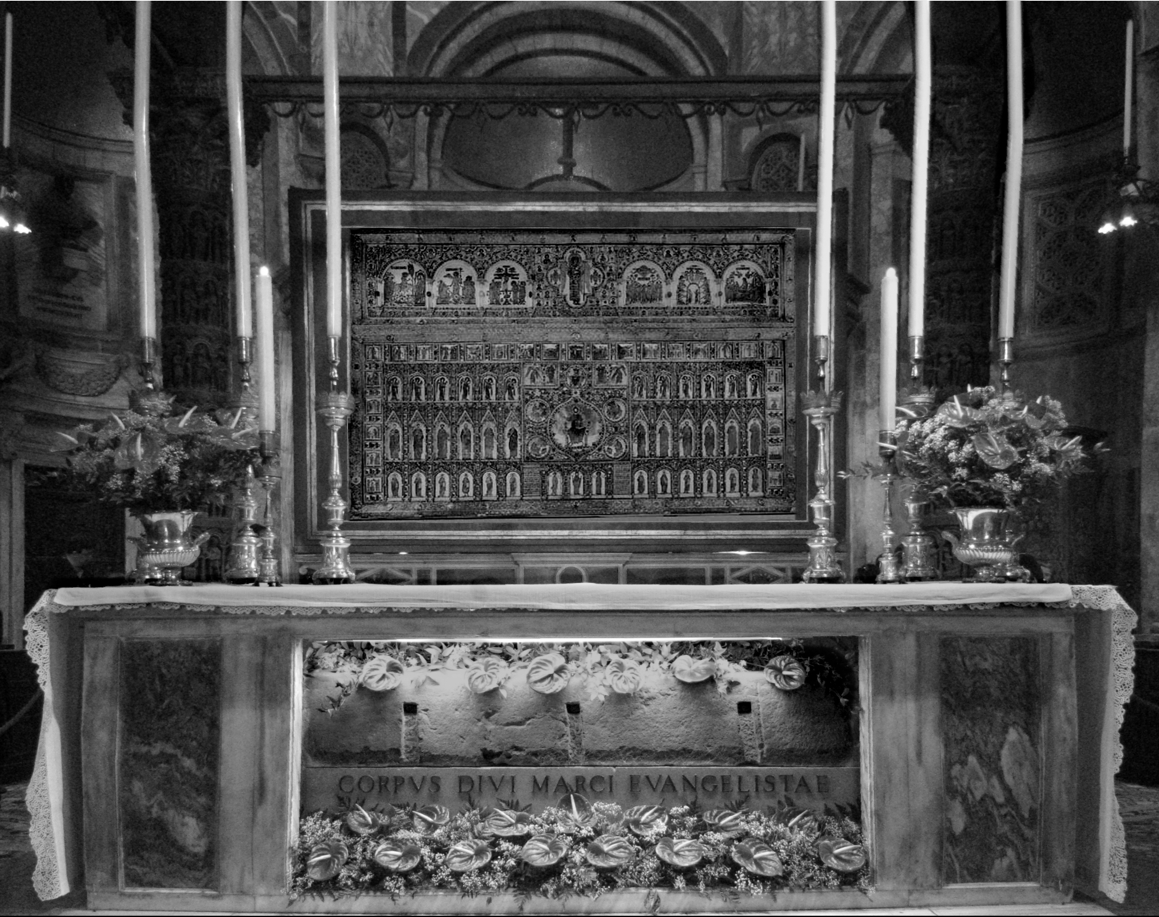
Главный алтарь базилики с Пала д’Оро (реконструкция)

Во время правления дожа Энрико Дандоло в 1204 году в ходе Четвёртого крестового похода из монастыря Пантократора в Константинополе в Венецию были привезены эмалевые пластинки, составляющие сейчас верхнюю часть алтаря. Нижняя часть алтаря была заказана в период правления дожа Пьетро Дзиани (1205—1229 годы) у византийских мастеров.
Современный вид Пала д’Оро приобрёл в 1343 году, когда дож Андреа Дандоло заказал ювелиру Джамбаттисте Бонесенья готическую раму из позолоченного серебра, украшенную двумя тысячами драгоценных и полудрагоценных камней. В эту раму были установлены эмалевые миниатюры, а сам алтарь помещён в мраморную дароносицу. Размеры алтаря составляют 3,34 на 2,51 метра.
До середины XX века Пала д’Оро, считавшийся праздничным алтарём базилики, не находился в свободном доступе. Его открывали в торжественные моменты богослужения, в прочее время он закрывался будничным алтарным образом (создан в 1345 году Паоло Венециано по заказу Андреа Дандоло). В настоящее время Пала д’Оро расположен в алтарной части базилики, обращённый по направлению к апсиде (то есть развёрнутый в обратную сторону от входящих).

## Состав миниатюр
- Верхний ряд

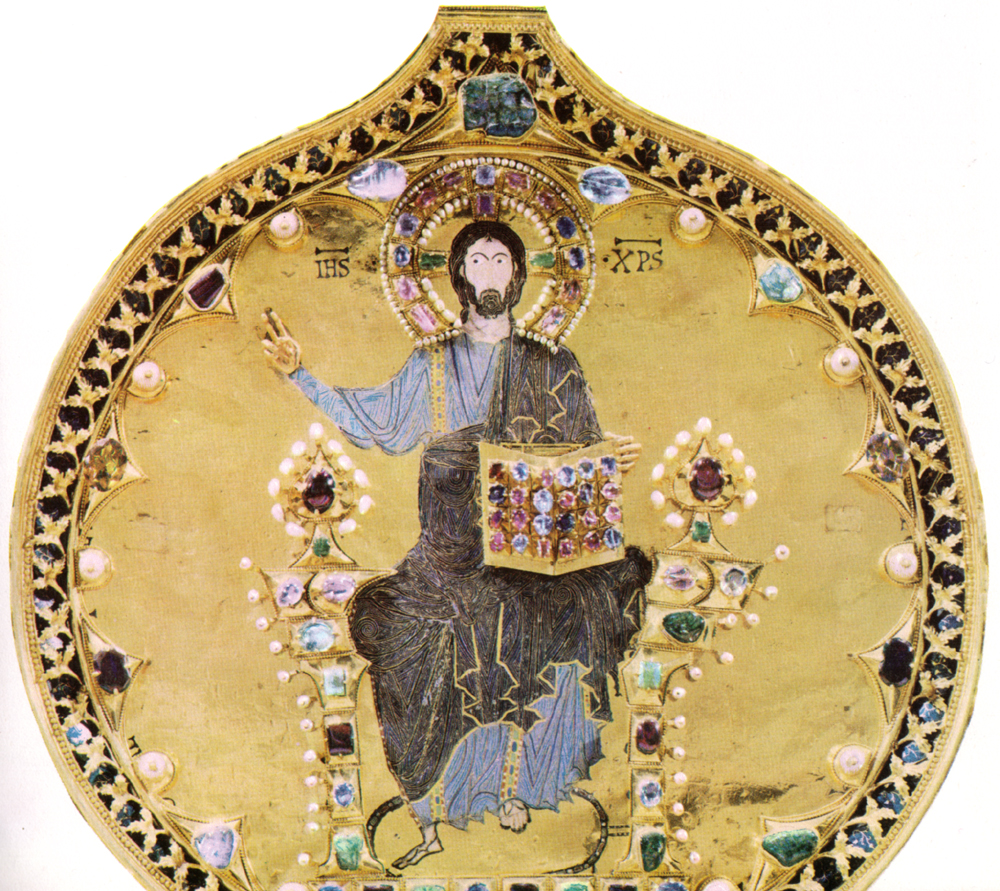
Миниатюра с изображением Христа

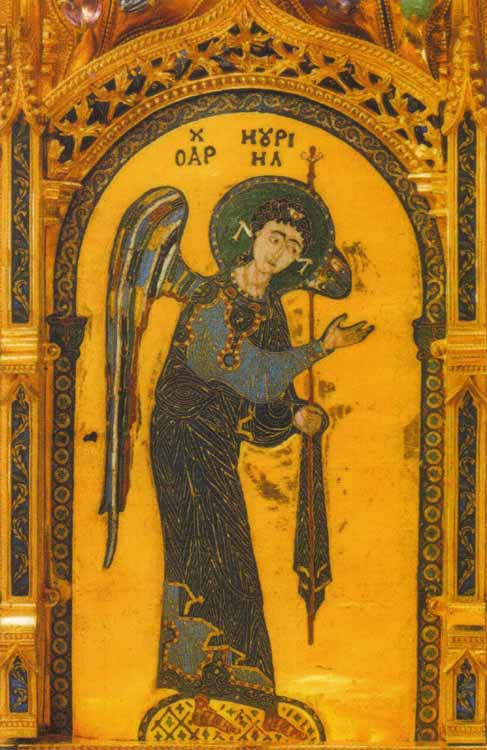
Архангел Уриил

Содержит изображения шести церковных праздников, расположенных по сторонам от фигуры архангела Михаила: Вход Господень в Иерусалим, Сошествие Христа в ад, Распятие Христово, Вознесение Христово, Сошествие святого Духа и Успение Богородицы.
- Центральная композиция

В центре алтаря находится изображение Христа Пантократора, сидящего на троне, украшенном драгоценными камнями. Вокруг фигуры Христа расположены изображения четырёх евангелистов, а ниже образ Богородицы Оранты, по сторонам которой изображены дож Орделаффо Фальер и императрица Ирина. Над образом Христа в окружении двух архангелов и двух херувимов помещён престол уготованный.
- Праздничный чин

Расположен в вершней части нижней панели алтаря. Состоит из 11-ти миниатюр с изображением двунадесятых праздников (за исключением Успения Богородицы). По краям праздничного чина расположены изображения диаконов, воскуряющих ладан.
- Архангелы, апостолы, пророки

По сторонам центральной композиции изображены три ряда с миниатюрами (по 12 в каждом) пророков, апостолов и архангелов.
- Житие апостола Марка

Миниатюры с событиями из жития апостола Марка расположены в двух вертикальных рядах по краям нижней панели алтаря: слева изображены события из его жизни, справа — мученическая смерть в Александрии и перенесение его мощей в Венецию.